# Harvester (jogo eletrônico)
Harvester é um contoverso jogo de point-and-click desenvolvido pela DigiFX Interactive e publicado pela Merit Studios. Considerado um fracasso comercial quando lançado em 1996, manteve-se como jogo de culto devido ao seu humor peculiar, personagens interessantes e únicos.

## História
O protagonista do jogo, Steve Manson, acorda com amnésia em uma estranha cidade em 1953 chamada Harvester. Ele não consegue se lembrar de nada sobre seu passado e quando fala sobre sua amnésia para aqueles que afirmam ser sua família, bem como os moradores locais, eles não acreditam. Todos os habitantes da cidade são extremamente excêntrico e muitos parecem ser mais uma sátira ou estereótipo do que pessoas reais. Todos dizem que Steve deve se juntar ao Lodge, um grande edifício no centro da cidade que serve como a sede da Ordem do Harvest Moon. Steve visita o Sergeant at Arms no Lodge, que lhe diz que todas as suas perguntas serão respondidas dentro do edifício. Para entrar, ele deve primeiro aderir a Ordem do Harvest Moon. Mas para entrar no edifício, ele deve executar uma série de tarefas que vão desde vandalismo simples à incêndios.
Enquanto explora a cidade, ele executa diferentes tarefas para os bizarros e corruptos habitantes locais, Steve visita a residência da familía Pottsdam. Aqui ele se encontra com o obeso e pervertido Sr. Pottsdam, que conta a Steve que ele vai se casar com sua filha, Stephanie, dentro de poucas semanas. Steve encontra sua suposta esposa no andar de cima e ela explica que ela tem amnésia, bem como Steve, que percebe que algo não parece certo nessa cidade. Após alguns dias, Steve executa todas as tarefas necessárias, mas quando ele vai novamente visitar Stephanie em seu quarto, ele encontra um crânio mutilado eu uma medula espinhal. Ele leva os restos mortais para o Sergeant at Arms e o pergunta se são os restos mortais de Stephanie, ele então explica que a resposta estará no Lodge, e concede acesso a Steve.
Dentro do Lodge, Steve passa por três andares. Ele tem que resolver vários enigmas ao longo do caminho, bem como visitar salas diferentes, no qual terá de tomar várias decisões morais. No final do jogo, Steve se encontra pela última vez com Sergeant at Arms que revela que Stephanie está viva, mas ligada a um aparelho de tortura. Steve então descobre que Harvester é na verdade um mundo virtual criado por um simulador, no qual ele e Stephanie estão conectados. O Sergeant at Arms, explica que esta simulação foi criada na esperança de transformar Steve em um serial killer na vida real. Então ele dá um ultimato a Steve: Casar com Stephanie e passar o resto de sua vida no mundo virtual, ou mata-lá e continuar vivendo no mundo real como um Serial Killler.

## Jogabilidade
Harvester é um jogo point-and-click de aventura. O jogador pode visitar vários locais em Harvester usando um mapa, e falar com várias pessoas clicando encima delas com o mouse para adquirir informações importantes e itens a fim de progredir com o jogo. Há uma tela de inventário que pode ser acessada clicando em steve, nela aparecerão todos os itens recolhidos. O progresso do jogo é feito através de Savestates.
Harvester também possui um sistema de combate. O jogador pode atacar outros personagens selecionando uma arma, e em seguida, clicando no personagem alvo. Assim, o personagem do jogador tem uma saúde limitada e pode morrer.
Os gráficos 3D de Harvester consistem em fundos desenhados digitalmente com personagens digitalizados interpretados por atores reais. Foi anunciado que o jogo contém 12.000 linhas de diálogos.
Harvester permite que o jogador ande livremente pelo mapa e fazer praticamente tudo o que quiser. Mas há certas tarefas que o jogador tem de realizar para progredir no jogo.

## Controvérsia
O jogo gerou controvérsia desde que foi anunciado em 1994. Vários programas de televisão na época, como o CBS Evening News e o NBC Nightly News apresentaram supostas histórias de crimes cometidos sobre a influência de video games, além de exigir um orgão de classificação mais estabelecido.
Harvester trata temas de relações sexuais, masturbação, assassinato, suicídio, abuso infantil, profanação, canibalismo, prostituição, pedofilia, abuso sexual, assassinatos em massa, vandalismo, doenças sexualmente transmissíveis e estereótipos.
O jogo foi banido das lojas na Alemanha. Foi programado o lançamento na Austrália, mas o distribuidor local desistiu da ideia acreditando que seria banido por lá também. Apenas a versão censurada teve a permissão de ser vendido no Reino Unido.